# Tetra Pak

Tetrapak logo.

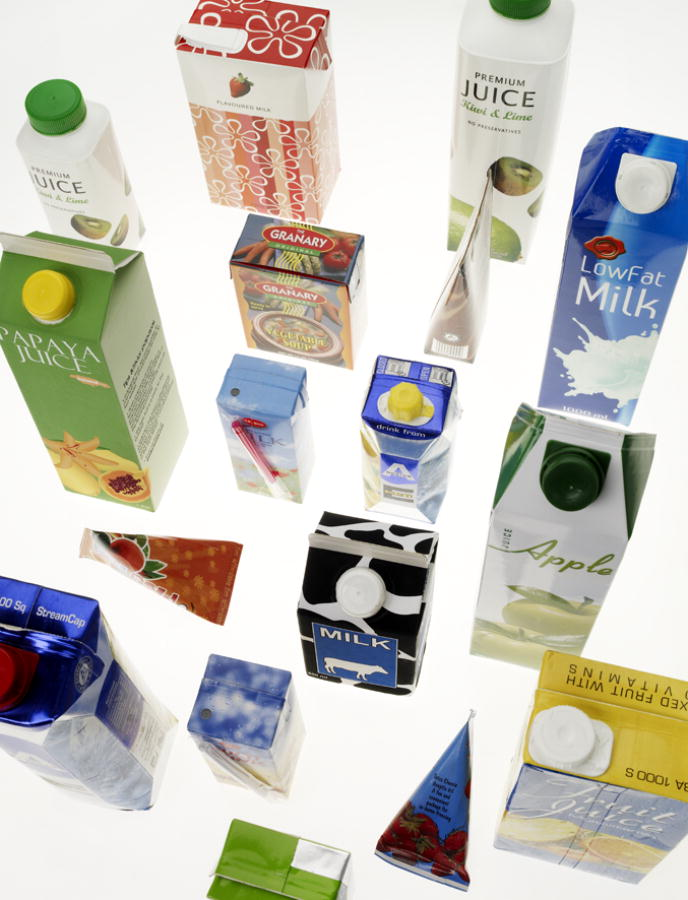
Różne rodzaje opakowań Tetra Pak

Tetra Pak – międzynarodowy koncern o szwedzkich korzeniach, oferujący kompletne rozwiązania do przetwarzania i pakowania żywności płynnej oraz półpłynnej, zwierającej cząstki. Aseptyczny materiał opakowaniowy Tetra Pak składa się z trzech materiałów:
- papieru, zapewniającego sztywność opakowania i dającego możliwość nadruku,
- folii aluminiowej, chroniącej produkt spożywczy w opakowaniu przed działaniem światła i tlenu, a także gwarantującej nieprzepuszczalność dla zapachów,
- folii wykonanej z polimeru, dopuszczonego do bezpośredniego kontaktu z żywnością (np.: polietylenu), chroniącej papier przed wilgocią i łączącej go z folią aluminiową.

Oryginalne opakowanie Tetra Pak w kształcie czworościanu (tetrahedron) i maszyna do automatycznego formowania i nalewania ciekłych produktów spożywczych w te opakowania zostały opracowane przez dra Rubena Rausinga w 1946 r. Opakowanie takie nosi nazwę Tetra Classic. Początkowo zainteresowanie wynalazkiem było niewielkie. Dopiero po ustanowieniu spółki przez Rubena Rausinga i znanego przedsiębiorcy Erika Wallenberga w 1951 o nazwie AB Tetra Pak, opakowania te zaczęły się rozpowszechniać, początkowo w Szwecji (pierwszą maszynę dostarczono w 1952 r.), potem w Niemczech (1954) i innych krajach Europy Zachodniej.
W roku 1961 zaprezentowano pierwszą maszynę do aseptycznego pakowania mleka (UHT). W 1963 r. wprowadzono na rynek opakowanie o nowym kształcie – prostopadłościanu – Tetra Brik. W latach 80. wprowadzono opakowanie typu kartonowej butelki – Tetra Top, w latach 90 XX w. wprowadzono kolejne opakowania: Tetra Wedge (klin), Tetra Fino (opakowanie typu „pouch”) i Tetra Prisma (prostopadłościan ze ściętymi narożnikami, z zakrętką). W 2003 r. wprowadzono opakowanie na warzywa i inne produkty z cząstkami – Tetra Recart, będące alternatywą dla puszek i słoików. W 2007 roku debiutowało opakowanie „z daszkiem” i zakrętką – Tetra Gemina Aseptic, a w 2011 – Tetra Brik Aseptic Edge.
W latach 70. kartonowe opakowania aseptyczne wprowadziła też szwajcarska SIG (Combibloc). Mimo tego Tetra Pak pozostaje liderem w tym segmencie rynku.
W latach 80. i 90. firma AB Tetra Pak rozwinęła się do dużej międzynarodowej grupy kapitałowej o nazwie Tetra Laval Group, z siedzibą w Szwajcarii, która posiada ponad 50% udziału w światowym rynku opakowań kompozytowych i linii technologicznych do aseptycznego pakowania żywności (w tym także lodów, serów typu feta i mokrej karmy dla zwierząt) oraz kosmetyków. Firma działa w 170 krajach na świecie, zatrudnia ponad 20 000 pracowników. W 2015 firma osiągnęła wartość sprzedaży netto w wysokości 11,9 miliarda EUR.